# Цанчжоу
Цанчжо́у (кит. упр. 沧州, пиньинь Cāngzhōu) — городской округ в провинции Хэбэй КНР.

## Этимология
Название означает «область Цан», и является названием существовавшей в этих местах в средние века административной единицы. Сам иероглиф «Цан» имеет значения «тёмно-синий» и «холодный», и символизирует то, что область прилегала к Бохайскому заливу Жёлтого моря.

## История
Область Цанчжоу была учреждена при империи Северная Вэй в 517 году; на момент создания ей было подчинено три округа. При империи Сун область была ликвидирована, а эти места вошли в подчинение Хэцзяньской управы (河间府), при монгольской империи Юань они подчинялись Хэцзяньскому региону (河间路). При империи Мин они подчинялись Хэцзяньской управе провинции Чжили, при империи Цин — Хэцзяньской управе и Тяньцзиньской управе (天津府) провинции Чжили. После Синьхайской революции в Китае была проведена реформа структуры административного деления, в ходе которой управы были упразднены, а на тех землях, что подчинялись непосредственно Хэцзяньской управе, в 1913 году был образован уезд Цансянь.
В 1949 году был образован Специальный район Цансянь (沧县专区), в который вошло 11 уездов. В июне 1958 года Тяньцзинь был понижен в статусе, став городом провинциального подчинения, и Специальный район Цансянь был присоединён к Специальному району Тяньцзинь (天津专区). В сентябре того же года посёлок Цансянь стал городом Цанчжоу уездного уровня, но вскоре был расформирован, а его территория была подчинена уезду Цансянь. В начале 1959 года Специальный район Тяньцзинь был расформирован, а вся его территория вошла в состав города Тяньцзинь.
В июне 1961 года были восстановлены Специальный район Цанчжоу (沧州专区) — бывший Специальный район Цансянь — и город уездного уровня Цанчжоу. В декабре 1967 года Специальный район Цанчжоу был переименован в Округ Цанчжоу (沧州地区). В 1980 году город Цанчжоу был разделён на три района: Юньхэ, Синьхуа и Пригородный. В 1983 году город Цанчжоу был выведен из состава округа, став городом провинциального подчинения.
В 1993 году Округ Цанчжоу и город Цанчжоу были расформированы, а на их территориях был образован Городской округ Цанчжоу. В 1997 году Пригородный район был расформирован, а его территория — разделена между соседними административными единицами.

## Административно-территориальное деление
Городской округ Цанчжоу делится на 2 района, 4 городских уезда, 9 уездов, 1 автономный уезд:
| Карта | Карта                            | Карта                            | Карта          | Карта                   | Карта            | Карта         | Карта                      |
| ----- | -------------------------------- | -------------------------------- | -------------- | ----------------------- | ---------------- | ------------- | -------------------------- |
|       |                                  |                                  |                |                         |                  |               |                            |
| #     | Статус                           | Название                         | Иероглифы      | Пиньинь                 | Население (2004) | Площадь (км²) | Плотность населения (/км²) |
| 1     | Район                            | Юньхэ                            | 运河区         | Yùnhé qū                | 270 000          | 138           | 1957                       |
| 2     | Район                            | Синьхуа                          | 新华区         | Xīnhuá qū               | 220 000          | 89            | 2472                       |
| 3     | Городской уезд                   | Ботоу                            | 泊头市         | Bótóu shì               | 550 000          | 977           | 563                        |
| 4     | Городской уезд                   | Жэньцю                           | 任丘市         | Rénqiū shì              | 770 000          | 1023          | 753                        |
| 5     | Городской уезд                   | Хуанхуа                          | 黄骅市         | Huánghuá shì            | 490 000          | 1545          | 317                        |
| 6     | Городской уезд                   | Хэцзянь                          | 河间市         | Héjiān shì              | 770 000          | 1333          | 578                        |
| 7     | Уезд                             | Цансянь                          | 沧县           | Cāng xiàn               | 660 000          | 1527          | 432                        |
| 8     | Уезд                             | Цинсянь                          | 青县           | Qīng xiàn               | 390 000          | 968           | 403                        |
| 9     | Уезд                             | Дунгуан                          | 东光县         | Dōngguāng xiàn          | 350 000          | 710           | 493                        |
| 10    | Уезд                             | Хайсин                           | 海兴县         | Hǎixīng xiàn            | 220 000          | 836           | 263                        |
| 11    | Уезд                             | Яньшань                          | 盐山县         | Yánshān xiàn            | 400 000          | 795           | 503                        |
| 12    | Уезд                             | Сунин                            | 肃宁县         | Sùníng xiàn             | 330 000          | 497           | 664                        |
| 13    | Уезд                             | Наньпи                           | 南皮县         | Nánpí xiàn              | 350 000          | 794           | 441                        |
| 14    | Уезд                             | Уцяо                             | 吴桥县         | Wúqiáo xiàn             | 280 000          | 603           | 464                        |
| 15    | Уезд                             | Сяньсянь                         | 献县           | Xìàn xiàn               | 570 000          | 1191          | 479                        |
| 16    | Мэнцунь-Хуэйский автономный уезд | Мэнцунь-Хуэйский автономный уезд | 孟村回族自治县 | Mèngcūn Huízú zìzhìxiàn | 180 000          | 393           | 458                        |

## Экономика
В Цанчжоу расположен нефтехимический комбинат Sinopec Group. Также в округе развиты добыча нефти, сельское хозяйство (финики и груши), рыболовство, пищевая промышленность.